# Штоббе, Дитрих
Ди́трих Што́ббе (нем. Dietrich Stobbe; 25 марта 1938, Вепрзь, Восточная Пруссия — 19 февраля 2011, Берлин) — немецкий политик, член СДПГ. В 1977—1981 годах занимал пост правящего бургомистра Западного Берлина.

## Биография
Получив аттестат зрелости в 1958 году в Штаде, Дитрих Штоббе изучал политические науки в Немецкой высшей политической школе и Свободном университете Берлина. Работал административным служащим. С 1960 года состоял в Социал-демократической партии Германии. В 1962—1963 годах занимал должность секретаря районного отделения СДПГ в Шарлоттенбурге. В 1977—1982 годах входил в состав правления СДПГ.
В 1963—1966 годах Штоббе работал персональным референтом сенатора по вопросам молодёжи и спорта Курта Нойбауэра. В 1967 году был избран в парламент Берлина. Три месяца спустя Штоббе был назначен парламентским управляющим фракции СДПГ, с 1970 года — заместителем председателя фракции.
В 1973 году Штоббе был приглашён на работу в Сенат правящего бургомистра Клауса Шюца на пост сенатора по федеральным вопросам и уполномоченного земли Берлин в федеральном правительстве. 2 мая 1977 года Дитрих Штоббе стал преемником Шюца на должности правящего бургомистра Берлина. Находясь на этой должности, с 1 ноября 1978 по 31 октября 1979 года возглавлял бундесрат.
Эра Штоббе закончилась уже через четыре года в связи с причастностью к делу Гарски. Дитрих Штоббе подал в отставку с поста бургомистра 15 января 1981 года. Преемник Штоббе Ханс-Йохен Фогель после неудачной попытки провести довыборы назначил новые выборы, на которых 10 мая 1981 года победил ХДС с Рихардом Вайцзеккером во главе. В 1983 году как депутат берлинского парламента Штоббе избирался в бундестаг.
Штоббе был женат, отец двух детей от первого брака.